# ۴۱ (عدد)
۴۱ (عدد)
۴۱(چهل و یک) یک عدد طبیعی است که بعد از ۴۰ و قبل از ۴۲ قرار دارد.